# Rudniki (powiat zawierciański)
Rudniki – wieś w Polsce położona w województwie śląskim, w powiecie zawierciańskim, w gminie Włodowice.
W latach 1975–1998 miejscowość należała administracyjnie do województwa częstochowskiego.

## Nazwa
Nazwę miejscowości w zlatynizowanej staropolskiej formie Rudnyky wymienia w latach (1470–1480) Jan Długosz w księdze Liber beneficiorum dioecesis Cracoviensis.

## Geografia
Rudniki położone są na południowej krawędzi Wzgórz Rudnickich należących do Wyżyny Częstochowskiej, których wierzchołek sięga 404 m n.p.m. Nazwa wsi mówi o pierwotnych zajęciach ludzi - wydobycie rudy żelaznej, ponieważ wieś leży w Częstochowskim Obszarze Rudonośnym. Nad wsią góruje charakterystyczna hałda pokopalniana, będąca pozostałością dawnej kopalni rudy żelaza "Rudniki" czynnej w latach 1950-1970. Przez Rudniki i południowe tereny przynależne do Rudnik przebiega żółty szlak Skarżycki i niebieski rowerowy szlak z Zawiercia do Skarżyc.

## Edukacja
Na terenie wsi działa Szkoła Podstawowa, w okresie komunizmu nosiła imię Marcelego Nowotki. Szkoła mieści się przy ulicy Szkolnej 9.

## Parafia Świętej Barbary
Rudniki są siedzibą parafii pod wezwaniem Świętej Barbary. Parafia została powołana 22 września 1981 roku. Obejmuje swym zasięgiem miejscowości: Rudniki (bez osady Młyńskiej) i Skałkę (za zgodą władzy diecezjalnej niektórzy mieszkańcy Skałki mogą korzystać z posługi duszpasterskiej we Włodowicach). Parafię erygował tu biskup Stefan Bareła 22 września 1981 roku. Organizatorem życia parafialnego i budowniczym pawilonu katechetyczno–mieszkalnego był ks. Zdzisław Kowalczyk. Budowę kościoła rozpoczął w czerwcu 1988 r. i doprowadził do końca następny proboszcz – ks. Bogdan Kijak. Pierwszą mszę świętą odprawiono 28 listopada 1991 roku. Uroczystego poświęcenia świątyni dokonał arcybiskup Stanisław Nowak 27 czerwca 2000 roku.

## Dworek Taszyckich
Murowany budynek prawdopodobnie z końca XVIII wieku lub na początku wieku XIX zwany "Wysoką Pilecką".
W 1818 Michał Taszycki, generał woj. krakowskiego, prezes sądu wojskowego za czasów Księstwa Warszawskiego i prezes izby wojskowej lelowsko-siewierskiej umieścił w nim szkołę z pomieszczeniem dla profesora. Szkoła ta istniała do 1940 r., a po wybudowaniu po II wojnie światowej nowego budynku szkoły nieco poniżej pałacu przejęła ona chlubne tradycje nauki.
Obecny budynek dworku jest w fatalnym stanie i jego wnętrza nie są udostępnione do zwiedzania. Można jednak obecnie bez problemów wejść na teren d. POM-u i obejrzeć z zewnątrz posiadłość. Dworek ma klasyczny czterokolumnowy portyk. Główny murowany budynek posiada dwa skrzydła i jest parterowy. Prawdopodobnie później dobudowane zostały na planie prostokąta po obydwu stronach piętrowe budynki.
Budynek otoczony jest fragmentami mocno zniszczonego dawnego ogrodu dworskiego założonego w stylu angielskim. Wśród zadrzewień parku można dostrzec jeszcze kilka starych modrzewi polskich.